# Freesia
Freesia is een geslacht uit de lissenfamilie (Iridaceae). Het is vernoemd naar de botanicus Friedrich Freese (1794-1878). In niet-specialistische Nederlandstalige teksten wordt ook wel de vorm fresia gebruikt om de bloem aan te duiden.
Freesia-soorten komen voor in Afrika, van Kenia tot in Zuid-Afrika.
'Kaaps lelietje-van-dalen' werd ook wel als naam voor Freesia gebruikt. Deze naam is niet in zwang geraakt, maar geeft wel aan waar de oorspronkelijke soorten zijn gevonden.
In de snijbloemenhandel wordt onderscheid gemaakt tussen enkelbloemig, semi-dubbelbloemig en dubbelbloemig. De bekendste zijn:
- Freesia alba
- Freesia laxa
- Freesia refracta

In Nederland worden door ongeveer 80 kwekers rond de 300 miljoen bloemen per jaar gekweekt. Nederlandse kwekers leveren 97% van de wereldhandel. De productie is constant verdeeld over het jaar. Freesia wordt in West-Europa  veel gebruikt in bruidsboeketten.

## Soorten
- Freesia andersoniae L.Bolus
- Freesia caryophyllacea (Burm.f.) N.E.Br.
- Freesia corymbosa (Burm.f.) N.E.Br.
- Freesia fergusoniae L.Bolus
- Freesia fucata J.C.Manning & Goldblatt
- Freesia grandiflora (Baker) Klatt
- Freesia laxa (Thunb.) Goldblatt & J.C.Manning
- Freesia leichtlinii Klatt
- Freesia marginata J.C.Manning & Goldblatt
- Freesia occidentalis L.Bolus
- Freesia praecox J.C.Manning & Goldblatt
- Freesia refracta (Jacq.) Klatt
- Freesia sparrmanii (Thunb.) N.E.Br.
- Freesia speciosa L.Bolus
- Freesia verrucosa (B.Vogel) Goldblatt & J.C.Manning
- Freesia viridis (Aiton) Goldblatt & J.C.Manning

... · 
Crocus (Krokus) · 
Dietes · 
Freesia · 
Gladiolus (Gladiool) · 
Gelasine ·
Iris (Lis) · 
Sisyrinchium · 
Moraea · 
Romulea · 
Tigridia · 
Witsenia · 
...